# Daniel Trajtemberg
Daniel Trajtemberg (Córdoba, 8 de enero de 1972), de nombre artístico Danker, es un diseñador gráfico, ilustrador y fotógrafo argentino, reconocido por su trabajo en las industrias musical y de los videojuegos. Sus trabajos de artes visuales publicados, que abrevan en los géneros de la fantasía y la ciencia ficción, incluyen  decenas de portadas de álbumes y otras producciones gráficas para músicos y bandas como Glenn Hughes, Rata Blanca, Alakrán, Malón y Spelled Moon.

## Biografía
Trajtemberg nació en Córdoba, Argentina, y se trasladó a vivir a la Ciudad Autónoma de Buenos Aires a los 8 años de edad. Estudió Diseño Gráfico en la Universidad de Buenos Aires, y comenzó a trabajar para la industria del heavy metal argentino en 1995. Su primer portada de disco fue publicada en 1997. Exhibió su trabajo en exposiciones en 1999 en el Centro Cultural General San Martín y en 2000 en Cemento. Al año siguiente comenzó a crear el arte de los álbumes de Rata Blanca, y pocos meses después trabajó en el EP que marcó el primer regreso de Malón. Trajtemberg se mudó a los Estados Unidos en 2005 y actualmente reside en San José, California.

## Discografía seleccionada
La trayectoria de Trajtemberg está recogida en la Encyclopaedia Metallum, y en Discogs se puede acceder a algunas de sus portadas. Los siguientes son sus trabajos más relevantes:

### Alakrán
1997	Alakrán (Compilación) -- Diseño y arte

### Rata Blanca
2001	Teatro Gran Rex (XIV-XII-MMIII) (EP) -- Arte
2002	Highway on Fire (Single) -- Diseño y arte
2002	Rata Blanca (EP) -- Diseño y arte
2002	El camino del fuego (LP) -- Diseño y arte
2003	Poder vivo (Álbum en vivo) -- Diseño, ilustraciones, fotografía y packaging
2004	En vivo Estadio Obras (Álbum en vivo) -- Diseño, arte, fotografía y packaging

### Malón
2002	El EP (EP) -- Arte y logo

### Spelled Moon
2013        Forsaken Spells (EP) -- Dirección visual, ilustraciones y fotografía
2016        The Craft of the Wise (LP) -- Dirección visual, ilustraciones y fotografía